# 右小死
右小死（？—），本名张新宇，居住在北京，网路播客，游戏娱乐解说人，北京灵回诗社文化传播有限公司法定代表人、首席执行官。主要解说游戏《剑灵》，曾发布视频提醒玩家防止骗子野外交易打怪骗钱，甚至致使官方在游戏里加入提示。2015年1月，为了抗议《剑灵》韩国服务器的成长系统，右小死删除账号。后右小死不再发布《剑灵》的游戏解说视频。2015年4月，右小死发布系列作品《屏幕外的战争》，揭露游戏圈的内幕，其中以对外挂的介绍受到关注。

## 屏幕外的战争
《屏幕外的战争》，简称《幕外战争》，第一季已完结，共发布12期，均发布于2015年；第二季正在更新，截止至2024年9月13日，共发布7期，发布于2016、2017、2018、2024年。
| 作品期数     | 标题                                                 | 主题                |
| ------------ | ---------------------------------------------------- | ------------------- |
| 第一期       | 谁才是外挂的最大受益者                               | 游戏外挂            |
| 第二期       | 天价激活码                                           | 激活码              |
| 第三期       | 不为人知的隔阂，游戏衰败的客观因素                   | 游戏衰败客观原因    |
| 第四期       | 盘活挂激墙的大菠萝                                   | 暗黑破坏神3         |
| 第五期       | 手游战争                                             | 手机游戏            |
| 第六期       | 别用KPI挑战我们的游戏底线                            | 关键绩效指标（KPI） |
| 第七期       | 策划说这口黑锅老子背够了——解读游戏公司经             | 游戏策划            |
| 第八期       | 女玩家的战争                                         | 女性游戏玩家        |
| 第九期       | 骗子的自我修养                                       | 骗子                |
| 第十期       | 情怀卷饼                                             | 仙剑奇侠传六        |
| 第十一期     | 我该如何测评                                         | 游戏测评            |
| 第十二期     | 圣母婊+疯狗=？                                       | 骂人现象            |
| 第二季第一期 | 消失的尊严                                           | 游戏行业现状        |
| 第二季第二期 | UP主的战争                                           | 创作者的困难        |
| 第二季第三期 | 忍无可忍！玩家的复仇之战！                           | 游戏生态环境破坏    |
| 第二季第四期 | 所谓“游戏必须死”                                     | 游戏停运原因        |
| 第二季第五期 | 玩家的愤怒源于自尊还是金钱？                         | 游戏厂商不公平行为  |
| 第二季第六期 | 折扣大乱斗                                           | 游戏折扣乱象        |
| 第二季第七期 | AI运营反腐让游戏起死回生？玩家虚拟资产迎来史诗级加强 | AI运营              |